# La maestra e la camorrista
La maestra e la camorrista: perché in Italia resti quello che nasci è un libro scritto dal giornalista Federico Fubini, edito nel 2018 da Arnoldo Mondadori Editore. Il libro, scritto in maniera discorsiva, è uno studio dell'autore sull'immobilità sociale in Italia.

## Contenuto
Nel 1427 la Repubblica fiorentina invitò ogni famiglia a dichiarare reddito e patrimonio. Due ricercatori della Banca d'Italia condussero un'indagine per paragonare i redditi dei fiorentini di seicento anni fa con quelli attuali, scoprendo che le famiglie ricche sono rimaste tali e le famiglie povere altrettanto. I ricercatori mostrano come l'immobilità sociale porti a ritenere che ciò che viene guadagnato da uno sia sottratto a un altro e conseguentemente a considerare conveniente intraprendere una tacita lotta contro il prossimo da cui è bene proteggersi e di cui è meglio non fidarsi.
L'autore parte da questo studio per indagare il ruolo dell'influenza parentale sulla crescita sociale ed economica dei figli. Inizia l'indagine in diversi istituti scolastici in Italia, differenti per contesto geografico e sociale: da un istituto professionale di Mondragone al liceo Parini di Milano. Il risultato ottenuto dall'autore è che più si è immersi in un contesto di successo, più ci si fida degli altri e viceversa. Ciò porta a conseguenze potenzialmente disastrose: quando la fiducia nel prossimo è minima, si tende ad avere comportamenti scorretti prima che siano gli altri a farlo, a danno del benessere collettivo. Non solo: un contesto privilegiato favorisce l'autostima, contrariamente a un contesto di svantaggio che induce le persone a impegnarsi poco perché la fiducia in sé e nel mondo è scarsa. 
L'autore organizza diversi esperimenti sociali per valutare se la negatività appresa è reversibile e a quale età questo patrimonio invisibile è già parte del proprio corredo. 
L'esperimento dell'esibizione nella metropolitana di Roma di un violinista italiano proveniente dalla buona borghesia milanese e di uno sudamericano, introduce il capitolo che illustra quanto l'immigrazione sia necessaria per evitare che l'Italia subisca un tracollo finanziario e demografico. 
Nell'epilogo del libro vengono presentate nove proposte concrete per limitare l'immobilità sociale in Italia.

## Premi e riconoscimenti
- Premio nazionale letterario Pisa: 2018 vincitore nella sezione Saggistica[2][3]

## Edizioni
- Federico Fubini, La maestra e la camorrista: perché in Italia resti quello che nasci, Milano, Mondadori, 2018.